# Camino Ingles

Der Verlauf des Camino Ingles

Der Camino Ingles ist eine Route des Camino de Santiago (Jakobsweg).
In der modernen Ära wurde der Englische Weg als eine wesentlich kürzere Alternative zum klassischen Französischen Weg wiederbelebt. Um die Compostela zu erhalten – das offizielle Zertifikat, das von der Kathedrale von Santiago ausgestellt wird und die abgeschlossene Pilgerreise bestätigt – ist eine Mindeststrecke von 100 Kilometern erforderlich. Auf dem Englischen Weg in Spanien gibt es nur einen Startpunkt, der diese Distanz erfüllt: Ferrol mit 110 Kilometern bis Santiago. Die Route von A Coruña ist hingegen nur 75 Kilometer lang. Seit Dezember 2016 kann die Compostela jedoch auch von Pilgern erhalten werden, die in A Coruña starten, sofern sie eine zertifizierte Mindeststrecke von 25 Kilometern auf einer Pilgerroute mit Verbindung zu Jakobus in ihrem Herkunftsland zurückgelegt haben.

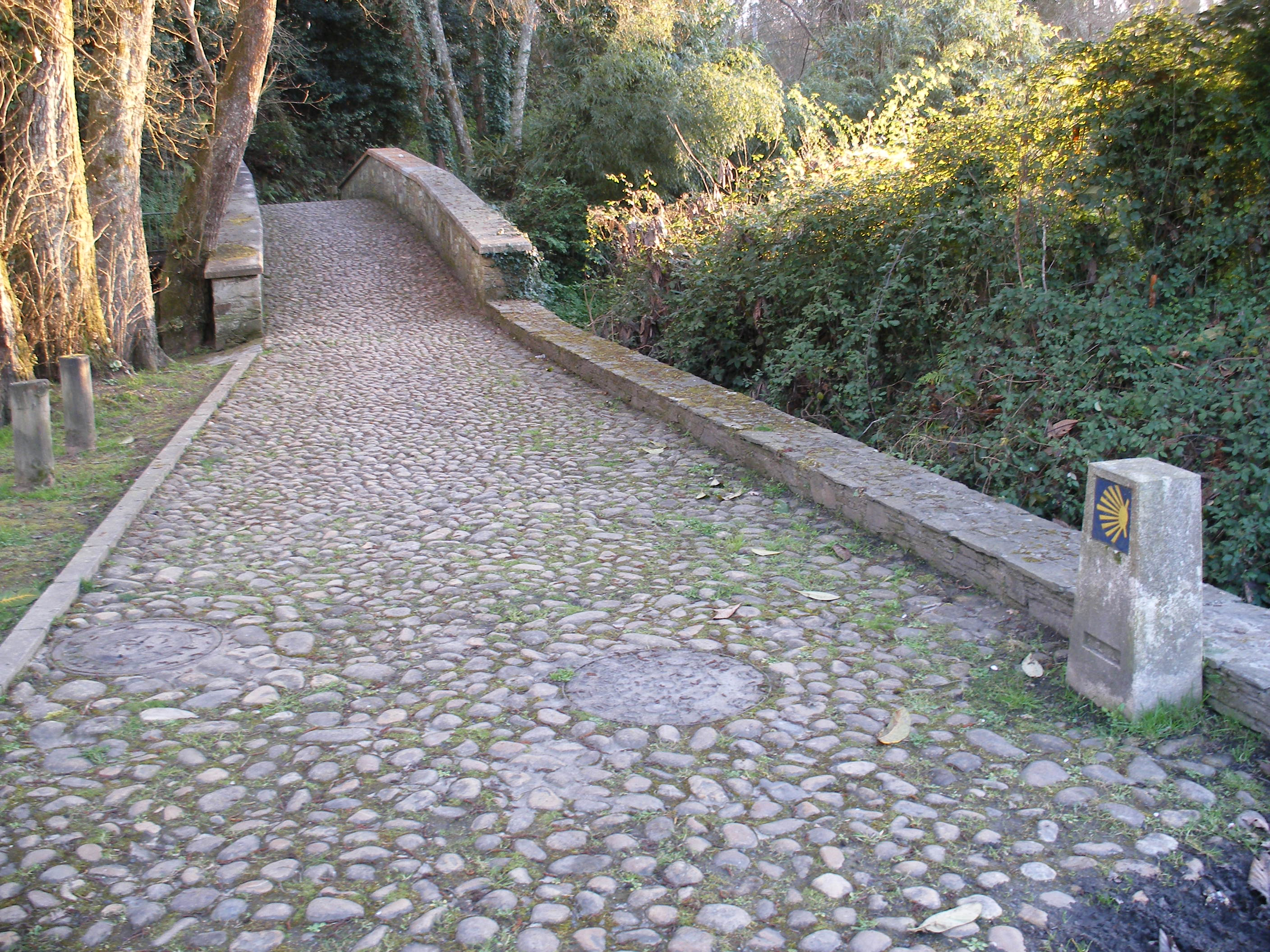
Mittelalterliche Brücke von Baxoi in der Gemeinde Miño auf dem Camino Ingles

In Großbritannien und Irland gibt es inzwischen mehrere Routen, auf denen Pilger ihren Pilgerausweis abstempeln lassen können, um ihre zurückgelegte Strecke zu bestätigen. Dazu gehört der Finchale Camino Inglés, der beim Kloster Finchale in der Nähe von Durham beginnt, der Einsiedelei des heiligen Godric von Finchale, des frühesten bekannten englischen Pilgers nach Santiago de Compostela im 12. Jahrhundert. Laut der Asociación de Concellos do Camiño Inglés gilt dieser Weg nun als „offizieller Startpunkt des Camino Inglés in England“. Diese Route wurde 2019 offiziell anerkannt und führt von Finchale Priory über die Kathedrale von Durham und Bishop Auckland zur Escomb Church aus dem 7. Jahrhundert. Die markierte Route wird nach Süden verlängert, um schließlich mit dem St James’ Way von Reading – wo die Reading Abbey im vorreformatorischen England ein Zentrum des Jakobus-Kults war – zum Hafen von Southampton zu verbinden.
Während dies die einzigen beiden Abschnitte des Camino Inglés außerhalb Spaniens sind, die im offiziellen Reiseführer der Asociación Galega de Amigos do Camiño de Santiago enthalten sind, erkennt die Confraternity of St James zehn weitere Jakobswege im Vereinigten Königreich an. In Irland gibt es zudem neun Celtic Camino-Routen, die von der Camino Society Ireland vorgeschlagen wurden.